# Julio Muñoz Rodríguez de Aguilar
Julio Muñoz Rodríguez de Aguilar, marqués de Salinas consorte, nacido en Palma del Río en 1901 y fallecido en la aldea de San Calixto Hornachuelos (provincia de Córdoba) el 21 de julio de 1983, fue un militar y político español.

## Trayectoria
De ideología carlista, con Golpe de Estado del 18 de julio de 1936 fue Jefe de la Delegación de Prensa de la Junta Nacional de Guerra Carlista y posteriormente nombrado Jefe Provincial de Falange Española Tradicionalista y de las JONS de Guipúzcoa. En febrero de 1938 fue nombrado gobernador civil de La Coruña, en sustitución de José María Arellano Igea, que había sido nombrado director general del Notariado. En marzo fue nombrado miembro de la Junta Política de la FET y de las JONS.
Junto con Pedro Barrié de la Maza, promovió la adquisición por suscripción popular del Pazo de Meirás el 5 de diciembre de 1938 para entregárselo a Francisco Franco. Permaneció como gobernador hasta noviembre de 1939. 
En la década de 1940 fue el primer Jefe de la Casa Civil de Francisco Franco. 
Fue condecorado con la Gran Cruz del Mérito Naval en 1939.

## Vida personal
Se casó con Magdalena Muguiro Frígola, marquesa de Salinas, en 1924.